# Obermoosmühl
Obermoosmühl ist ein Gemeindeteil von Markt Indersdorf im oberbayerischen Landkreis Dachau. Die Einöde liegt circa einen Kilometer südlich von Indersdorf und ist über die Staatsstraße 2054 zu erreichen.
Der Ort wurde 1330 als „Mosmül“ erstmals erwähnt.